# Толстово (Крым)
Толсто́во (до 1948 года Ма́лый Кут; укр. Толстове, крымскотат. Malıy Kut, Малый Кут) — исчезнувшее село в Джанкойском районе Республики Крым, располагавшееся на северо-востоке района, у берега Сиваша, примерно в 2,5 километрах восточнее современного села Стефановка.

## История
Поселение Малый Кут основано, судя по доступным историческим документам, в начале 1920-х годов, поскольку впервые упоминается в Списке населённых пунктов Крымской АССР по Всесоюзной переписи 17 декабря 1926 г., согласно которому на хуторе Кут Малый, в составе упразднённого к 1940 году Антониновского сельсовета Джанкойского района числилось в обеих 13 дворов, все крестьянские, население составляло 57 человек, из них 55 русских, 1 болгарин и 1 грек. После образования в 1935 году Колайского района (переименованного указом ВС РСФСР № 621/6 от 14 декабря 1944 года в Азовский) село включили в его состав.
После освобождения Крыма от фашистов в апреле, 12 августа 1944 года было принято постановление № ГОКО-6372с «О переселении колхозников в районы Крыма» и в сентябре 1944 года в район приехали первые новоселы (162 семьи) из Житомирской области, а в начале 1950-х годов последовала вторая волна переселенцев из различных областей Украины. С 25 июня 1946 года Малый Кут в составе Крымской области РСФСР. Указом Президиума Верховного Совета РСФСР от 18 мая 1948 года, Малый Кут переименовали в Толстово. На 15 июня 1960 года село числилось в составе Просторненского сельсовета. 26 апреля 1954 года Крымская область была передана из состава РСФСР в состав УССР. Время включения в Просторненский сельсовет пока не установлено: на 15 июня 1960 года село уже в его составе. Указом Президиума Верховного Совета УССР «Об укрупнении сельских районов Крымской области», от 30 декабря 1962 года Азовский район был упразднён и село вновь включили в состав Джанкойского. Ликвидировано Толстово между 1 января и 1 июня 1968 года.